# Корпус контрразведки
Запрос 'CIC' – перенаправляется сюда. О чипе защиты лицензирования в игровой консоли Nintendo Entertainment System – см. 10NES.
Корпус контрразведки (англ. Counter Intelligence Corps, CIC) — спецслужба Армии США во время Второй мировой войны и в начале холодной войны. Его функции были переданы Корпусу разведки армии США в 1961 году, а в 1967 году — Разведывательному управлению армии США. В настоящее время функции этого ведомства выполняют Командование разведки и безопасности армии США и Разведывательное управление министерства обороны США. Ассоциация ветеранов этой организации под названием Ассоциация национального корпуса контрразведки (NCICA) была основана сразу после Второй мировой войны агентами военной разведки, участвовавшими как в операциях внутри США, так и в военных операциях за рубежом. Организация проводит ежегодные встречи. Издание под названием «Золотой сфинкс» (англ. Golden Sphinx) публикуется ежеквартально.

## Предыстория
Корни Корпуса контрразведки надо искать в «Корпусе разведывательной полиции» (англ. Corps of Intelligence Police, CIP), основанном Ралфом Ван Деманом в 1917 году. Эта организация, действовавшая в США и в американских экспедиционных силах во Франции, на пике своего развития насчитывала более 600 человек. Однако в послевоенный период политика изоляционизма, урезание военных расходов и Великая депрессия привели к тому, что в середине 1930-х число сотрудников было менее 20 офицеров.

## Вторая мировая война
Угроза войны в конце 1930-х вызвала расширение CIP до уровня Первой мировой войны, а вступление США в войну в декабре 1941 года стало причиной ещё большего расширения и нового названия. 13 декабря 1941 года генерал-адъютант армии издал приказ о переименовании Корпуса разведывательной полиции с 1 января 1942 года в Корпус контрразведки (англ. Counter Intelligence Corps, CIC). Был утверждён новый штат из 543 офицеров и 4,431 агентов без офицерских званий. CIC набирал людей с достоверно расследуемым прошлым и обращал особенное внимание на знающих иностранные языки. Однако таких никогда не бывало достаточно и поэтому часто приходилось привлекать переводчиков из местного населения стран, в которых осуществлялась деятельность.
Большая часть агентов, работавших вне офисов CIC, была капралами и сержантами и носила либо гражданскую одежду либо униформу без знаков различия; на месте знаков различия, чтобы не быть принятыми за частных лиц, агенты обычно носили офицерскую петлицу «U.S.». Они инструктировались называть себя только «агент» или «особый агент», чтобы облегчить свою работу. Эта практика продолжается и среди современных агентов контрразведки, а также скопирована агентами Агентства уголовных расследований Армии США.
В США CIC, в сотрудничестве с Военной полицией и ФБР, осуществлял фоновые проверки военного персонала, имеющего доступ к информационным материалам ограниченного пользования, расследовал случаи возможного саботажа и заговоры, проявления нелояльности, особенно направленные против американцев со стороны лиц японского, итальянского или немецкого происхождения.
Вопреки запретам, установленным соглашением о разграничении с ФБР, CIC порой посвящало немало усилий гражданским расследованиям. Как рассказывает 7-й том Истории Корпуса контрразведки:
«Шпионаж и саботаж, направляемые врагом, вовлекали в себя больше чем одного человека. Обычно в цепочке, тянущейся от агента в США до вражеской страны, было много связников и курьеров. Среди них неизбежно бывали гражданские лица и случай становился связан с ФБР. Военный аспект становился второстепенным и большая часть усилий расследования тратилась на поиск в гражданском обществе начальника, который возможно контролировал более одного агента.»
Однако использование информаторов в армии стало политически спорным и CIC ускорил свёртывание такой активности. В частности, CIC было приказано прекратить расследования внутри США, уничтожить материалы таких расследований и отправить агентов на театры военных действий за границу. Причина такого внезапного и беспрецедентного изгнания никогда не была прояснена. Главная теория была высказана в официальной истории Корпуса: «скорость (этих событий) оставляет мало сомнений в том, что кто-то, возможно коммунисты, всё ещё удерживающие ключевые посты в правительстве, решили остановить деятельность CIC по расследованиям в Соединённых Штатах.»
Другим объяснением может быть то, что CIC по ошибке установил подслушивающие жучки в гостиничный номер Элеоноры Рузвельт и этим вызвал гнев президента. В каждом случае CIC сохранял материалы расследований, которые собирались с такой тщательностью. Согласно Сэйеру и Боттингу (стр. 47) «Когда отдавалась команда прекратить все расследования об известных или подозреваемых коммунистах и немедленно уничтожить все документы по этим лицам, восемь из девяти региональных начальников Корпуса предпринимали примечательные шаги для неподчинения этому приказу». По официальной истории Корпуса, эта информация доказала свою ценность для контроля над коммунизмом: «информация о коммунизме и его приверженцах, собранная CIC с мая 1941 по сентябрь 1945, с тех пор играла основную роль в удержании коммунизма в Соединённых Штатах под контролем.»
Подразделения CIC были вовлечены в обеспечение безопасности Манхэттенского проекта, а также действовали в 1945 году на Организационной конференции ООН, генеральным секретарём которой был Элджер Хисс.
Тремя годами позже, когда Элджер Хисс был обвинён в том, что он коммунист и подал иск о клевете против своих обвинителей, его адвокаты непреднамеренно наняли секретного особого агента CIC в качестве главного расследующего для помощи в подготовке иска о клевете.
В Европе и на Тихоокеанском театре действий CIC создал свои структуры на всех уровнях. Эти структуры получали тактическую разведывательную информацию из захваченных документов, опросов в войсках и из парамилитарных и гражданских источников. Они также обеспечивали безопасность военных сооружений и зон, находили вражеских агентов и действовали против шпионских сетей, обеспечивали обучение боевых подразделений по вопросам безопасности, цензуры, захвата документов и опасности ловушек. В некоторых случаях агенты CIC фактически исполняли роль оккупационных комендатур в больших городах до прибытия представителей AMGOT. Когда война в Европе закончилась, CIC был привлечён к операциям «Алсос», «Скрепка» и TICOM, разыскивая немецких специалистов и исследователей в области атомного оружия, ракетной техники и криптографии. После войны в CIC был завербован Клаус Барби, известный также как «лионский мясник», бывший гестаповец и военный преступник.

## Операции после войны
В период непосредственно после войны CIC действовал в оккупированных США странах, в частности в Японии, Германии и Австрии, борясь с чёрным рынком, разыскивая и арестовывая заметных деятелей предыдущих режимов. Вопреки демобилизации многих опытных агентов CIC стал ведущей разведывательной организацией в оккупированных Америкой странах и очень скоро принял участие в развернувшейся Холодной войне.
Начало Корейской войны в июне 1950 года означало для CIC расширение, которое стало последним.
Увеличение числа разведывательных агентств означало ненужное распыление сил и споры о зонах ответственности. В 1961 году CIC перестал существовать как отдельная организация после того, как был объединён вместе с аналогичными организациями в военно-морском флоте и ВВС в Разведывательное управление министерства обороны США.
Служивший в армии США в 1960-х Кристофер Пайл писал, что «Военная разведка имела 1500 агентов в гражданском, наблюдавших за каждой демонстрацией от 20 человек и больше по всей территории США». Разоблачения Пайла привели к парламентскому расследованию и разрушению того, что рассматривалось как превышение армией своих полномочий при проведении расследований. Таким образом закончилось то, что защитники этой организации рассматривают как вершину контрразведывательной эффективности: «В пике этого возмутительного периода агент CIC мог получить доклад с улицы в Форт Холабёрд за 20 минут, практически из любого города США, спустя секунды или несколько минут этот доклад был в Оперативном центре на нижнем этаже Пентагона.»

## Участие в создании «крысиных троп»
Одной из операций Корпуса контрразведки в послевоенной Европе была операция по налаживанию «крысиных троп» — схем переправки нацистских преступников с фальшивыми документами, оплаченными CIC, через Италию и Испанию в Южную Америку. После ареста в Боливии в 1983 году бывшего офицера СС Клауса Барби были подняты вопросы, как смог бежать «лионский мясник». Было выяснено, что Барби с 1947 года работал на CIC, а в 1951 году в награду за работу агентом и информатором для него было организовано бегство.
Расследование Министерства юстиции США также вскрыло сотрудничество CIC с отцом Крунославом Драгановичем, хорватским священником из Рима, который, работая на CIC, организовал также собственную «крысиную тропу» для переправки усташеских военных преступников в Латинскую Америку. Дальнейшие исследования выявили использование нацистских военных преступников и нацистских пособников в качестве информаторов в годы после Второй мировой войны.

## Дополнительные источники
- Edwards, Duval A. Spy Catchers of the U.S. Army in the War with Japan (The Unfinished Story of the Counterintelligence Corps). Red Apple Publishing, 1994. ISBN 1-880222-14-0
- Jensen, Joan M. Army Surveillance in America: 1775—1980. Yale University Press. 1991. ISBN 9780300046687.
- Koudelka, Edward R. Counter Intelligence: The Conflict and the Conquest: Recollections of a World War II Agent in Europe. Ranger Associates, 1986. ISBN 0-934588-09-0
- Melchior, Ib. Case by Case: A U.S. Army Counterintelligence Agent in World War II. Presidio, 1993. ISBN 0-89141-444-4
- Milano, James V., and Patrick Brogan. Soldiers, Spies, and the Rat Line: America’s Undeclared War Against the Soviets. Potomac Books (2000) ISBN 1-57488-304-6
- Sayer, Ian, and Douglas Botting. America’s Secret Army: The Untold Story of the Counter Intelligence Corps. Grafton Books, 1989. ISBN 0-246-12690-6
- Mendelsohn, John. The History of the Counter Intelligence Corps (CIC) (англ.). — New York: Garland,, 1989. — ISBN 0-8240-7960-4.
  - Published as part 11 of Covert Warfare: Intelligence, Counterintelligence and Military Deception During the World War II Era